# Krasne (powiat augustowski)
Krasne – wieś w Polsce położona w województwie podlaskim, w powiecie augustowskim, w gminie Lipsk.
W latach 1975–1998 miejscowość należała administracyjnie do województwa suwalskiego.

## Zabytki
- drewniany dom nr 6, 1928, nr rej.:508 z 27.06.1986[7].